# Puya ferruginea
Puya ferruginea es una especie del género Puya que se distribuye entre los 900 y 3800 metros sobre el nivel del mar. Se caracteriza por sus tallos florales que presentan un aspecto «oxidado», de ahí su nombre ferruginea, derivado del latín ferrugineus, que significa «color de óxido». 
Es una especie semi-suculenta, muy apreciada por su valor ornamental debido a su parecido con el aloe vera y con las hoja similares a la Puya raimondii. Se encuentra de forma natural en Perú, Ecuador y Bolivia.